# Kiro Gligorov
Kiro Gligorov (født 3. maj 1917, død 1. januar 2012) var Makedoniens første præsident.
Gligorov dimitterede fra Beograd Universitets juridiske fakultet og blev en deltager i den antifascistiske kamp for de etniske makedonere fra 1941. Han har haft forskellige høje positioner i det politiske etablissement af den Socialistiske Føderale Republik Jugoslavien, herunder som statssekretær for finanser i Forbundsrepublikkens udøvende Råd, og som medlem af det jugoslaviske formandskab samt formand for Forsamlingen af Den Socialistiske Føderative Republik Jugoslavien fra den 15. maj 1974 til 15. maj 1978.